# 无根的世界主义者
无根的世界主义者（俄语：безродный космополит）是苏联指责犹太知识分子不忠于苏联而使用的贬义词，该词的使用在1948年至1953年反世界主义运动期间达到高峰。该运动的兴起可追溯至1946年苏联领导人斯大林对与“西方资产阶级势力”有联系的作家所发起的抨击，该运动最后引发了1953年的医生案件。19世纪俄罗斯作家维萨里昂·别林斯基最早创造“无根的世界主义者”一词来刻画缺乏俄罗斯民族特性的作家。